# Champions World Class Soccer
Champions World Class Soccer é um Jogo eletrônico de futebol, desenvolvido pela Park Place Productions e publicado pela Acclaim.
A liberação na Grã-bretanha, destaca a foto do galês internacional Ryan Giggs sobre a caixa do jogo.
O jogo tem dois modos: um jogador ou dois jogadores, em um jogo amistoso e modo torneio. O progresso através do torneio, pode ser salvo através de uma senha dada no fim de cada partida. Existem também opções para transformar faltas e escanteios ligados ou desligados, bem como selecionar a quantidade de tempo permitido para o jogo.
O jogo está disponível como download gratuito para PC.

## Seleções
| Alemanha      | Brasil           | Itália         | Argentina         | Colômbia             | Bolívia     | México     | Espanha                |
| Países Baixos | Grã-Bretanha     | Estados Unidos | Japão             | Canadá               | Portugal    | Dinamarca  | França                 |
| Grécia        | Camarões         | País de Gales  | Peru              | Bélgica              | Chile       | Uruguai    | Israel                 |
| Suíça         | Austrália        | Escócia        | Rússia            | Áustria              | Suécia      | Irlanda    | Emirados Árabes Unidos |
| África do Sul | Tunísia          | Marrocos       | Nigéria           | República Dominicana | Jamaica     | Albânia    | Arábia Saudita         |
| Romênia       | Coreia do Sul    | Ucrânia        | Índia             | Paraguai             | Equador     | Costa Rica | Honduras               |
| Venezuela     | Costa do Marfim  | Nova Zelândia  | Afeganistão       | Albânia              | Bulgária    | Malawi     | Quénia                 |
| Polónia       | Luxemburgo       | Malásia        | Egito             | Gana                 | Tchéquia    | Irã        | Finlândia              |
| Angola        | Guiné Equatorial | Gabão          | Trinidad e Tobago | Iraque               | Ilhas Faroé | Argélia    | Gâmbia                 |